# Обществен фонд на етнически българи в Казахстан „Славяни“
Общественият фонд на етнически българи в Казахстан „Славяни“ е културна неправителствена организация на българите в Казахстан, регистрирана през 2002 година.
Нейното седалище е град Павлодар, а председател е Владимир Дмитриевич Фучижи.
Целта на организацията е възраждане на българския език, култура, традиции, изучаване на българска история и литература. Има Съвет на старейшините и Младежко обединение (МО). Към МО има танцов колектив „Росна китка“, вокална група „Тангра“ и театрално студио „Извор“.